# Jeux africains de 1978
Navigation
Édition précédente Édition suivante
Les IIIe Jeux africains se déroulent à Alger en Algérie du 13 au 28 juillet 1978. 3 087 sportifs provenant de 44 nations participent à ces Jeux.

## Sports

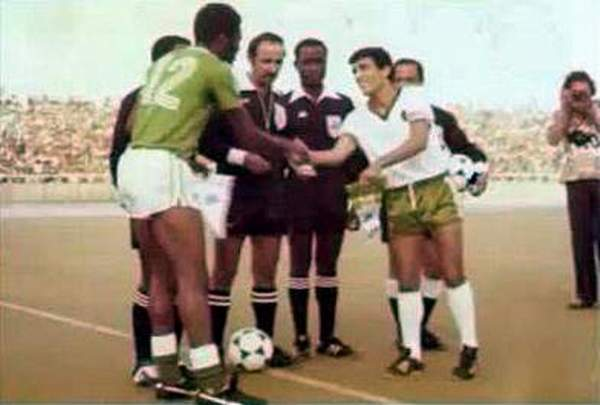
Finale du tournoi de football entre l'Algérie et le Nigeria.

Douze sports sont au programme de ces Jeux africains : 
- Athlétisme
- Basket-ball
- Boxe
- Cyclisme
- Football
- Handball
- Judo
- Lutte
- Natation
- Tennis
- Tennis de table
- Volley-ball

## Identité visuelle
Les pictogrammes et le logo des Jeux africains de 1973 sont la création de l'artiste Mohamed Aziz .

## Incidents
La compétition est marquée par le retrait avant la fin des Jeux de la délégation égyptienne sur décision du Premier ministre égyptien Mamdouh Salem après des incidents lors du match de football Libye-Égypte du 22 juillet, dans un contexte de tensions politiques entre ces pays concernant la politique au Proche-Orient,.

## Tableau des médailles
- Nation organisatrice

| Rang | Nation        | Or  | Argent | Bronze | Total |
| ---- | ------------- | --- | ------ | ------ | ----- |
| 1    | Tunisie       | 29  | 14     | 20     | 63    |
| 2    | Nigeria       | 18  | 10     | 15     | 43    |
| 3    | Algérie       | 16  | 19     | 23     | 58    |
| 4    | Kenya         | 11  | 8      | 8      | 27    |
| 5    | Maroc         | 7   | 8      | 11     | 26    |
| 6    | Ghana         | 4   | 4      | 7      | 15    |
| 7    | Libye         | 4   | 3      | 5      | 12    |
| 8    | Sénégal       | 4   | 2      | 4      | 10    |
| 9    | Ouganda       | 3   | 6      | 5      | 14    |
| 10   | Côte d'Ivoire | 2   | 3      | 4      | 9     |
| 11   | Zambie        | 2   | 0      | 2      | 4     |
| 12   | Soudan        | 2   | 0      | 0      | 2     |
| 13   | Mali          | 1   | 1      | 0      | 2     |
| 14   | Tchad         | 1   | 0      | 0      | 1     |
| 14   | Swaziland     | 1   | 0      | 0      | 1     |
| 16   | Cameroun      | 0   | 4      | 4      | 8     |
| 17   | Togo          | 0   | 1      | 4      | 5     |
| 18   | Éthiopie      | 0   | 1      | 2      | 3     |
| 19   | Haute-Volta   | 0   | 1      | 1      | 2     |
| 19   | Tanzanie      | 0   | 1      | 1      | 2     |
| 21   | Gabon         | 0   | 0      | 1      | 1     |
|      |               | 117 | 101    | 132    | 303   |